# Turistická značená trasa 1810
 Turistická značená trasa 1810 je 11,5 km dlouhá modře značená krkonošská trasa Klubu českých turistů v okrese Trutnov spojující Vrchlabí a Hrnčířské Boudy. Její převažující směr je severovýchodní. Druhá polovina trasy se nachází na území Krkonošského národního parku.

## Průběh trasy
Turistická trasa má svůj počátek v centru Vrchlabí na rozcestí s červeně značenou trasou 0406 od místního nádraží na Luční boudu a výchozími zeleně značenou trasou 4211 do Jilemnice a žlutě značenými trasami 7201 do Strážného a 7207 na Žalý.
Trasa v souběhu s trasou 7201 přechází blízké Labe, opouští zástavbu města a podél Městského parku vede k severovýchodu. Pokračuje poli na rozcestí v jižním svahu Jankova kopce, kde u motokrosové dráhy souběh končí. Trasa pokračuje dále poli a lesíky k severovýchodu, přechází Vápenický potok a na křižovatce s cestou Rumovka vstupuje na asfaltovou cestu s názvem Poštovní cesta,

### Poštovní cesta
Po Poštovní cestě je trasa 1810 vedena do Horního Lánova. Na předním okraji jeho zástavby se nachází rozcestí se zde výchozí žlutě značenou trasou 7208 na Klínové boudy.
Za Horním Lánovem stoupá lesními cestami a pěšinami západním úbočím Slunečního vrchu na Horskou silnici. Na ní se nachází rozcestí se žlutě značenou trasou 7210 z Černého Dolu na Liščí louku. Trasa 1810 pokračuje po Horské silnici asi 0,5 km k severovýchodu a přechází na Idinu cestu.

### Idina cesta
Jedná se o lesní pěšinu překonávající nejprve Rašelinový potok a dále vedoucí po plochém lesním hřbetu. V závěru sestupuje do údolí Čisté, kde vstupuje do souběhu se zeleně značenou trasou 4207 ze Špindlerova Mlýna a stoupá na severní okraj Hrnčířských bud, kde Idina cesta končí.
Trasa 1810 ještě pokračuje v souběhu s trasami 4207 a 0407 z Chalupy Na Rozcestí na Černou horu do středu osady na hlavní rozcestí, kde společně s 4207 končí. Rozcestím prochází rovněž modře značená trasa 1812 z Pece pod Sněžkou do Černého Dolu.

## Historie
Na trase 1810 se nachází dvojice přeložek:
- Z Horního Lánova vedla trasa původně o něco severněji údolím Zlatého potoka, Horskou silnici nejprve křížila, rozcestí s trasou 7210 se nacházelo asi o 200 metrů severněji a teprve za ním se napojovala na dnešní trasu. K přeložení trasy došlo z důvodu existence přezimovací obory Hádek.
- V závěru vedla trasa 1810 z rozcestí na severní straně Hrnčířských bud dále po okraji lesa k východu na dnes již neexistující rozcestí s trasou 1812. Přeložením došlo k ukončení trasy na zdejším hlavním rozcestí.

## Turistické zajímavosti na trase
- Kostel svatého Vavřince ve Vrchlabí
- Městský park u Vrchlabí
- Dub pod Jankovým vrchem
- Lípa u Poštovní cesty v Horním Lánově